# Aksel Olsén
Aksel Fredrik Olsén, född den 15 december 1873 i Karlstad, död den 13 juni 1938 i Jönköping, var en svensk jurist.
Olsén avlade mogenhetsexamen i Karlstad 1892 och hovrättsexamen vid Uppsala universitet 1899. Efter tingstjänstgöring började han tjänstgöra i Göta hovrätt, där han blev fiskal 1910, hovrättsråd 1911 och divisionsordförande 1933. Olsén tillhörde stadsfullmäktige i Jönköping från 1928, var ordförande i beredningsutskottet, ledamot av nykterhetsnämnden och en längre tid ordförande i fattigvårdsstyrelsen. Han var livligt verksam inom folkbildningsarbetet. Olsén blev riddare av Nordstjärneorden 1919 och kommendör av andra klassen av samma orden 1927. Han vilar på Dunkehalla kyrkogård.